# Jazzin’ for Blue Jean
Jazzin' for Blue Jean — 21-минутный короткометражный фильм Дэвида Боуи, снятый режиссёром Джулиеном Темплом, в 1984 году. Он был создан для продвижения сингла Боуи «Blue Jean» с альбома «Tonight» и выпущен в качестве видео сингла.
Фильм показывает приключения социально некомпетентного Вика (сыгранного Боуи), который пытается завоевать расположение красивой девушки утверждая, что лично знает её любимую рок-звезду Кричащего лорда Байрона (англ. Screaming Lord Byron) (также сыгран Боуи). Справедливо не веря ему, она озадачивает Вика познакомить её с Байроном. Они назначают дату встречи на шоу Лорда Байрона, на котором Вик пытается проникнуть за кулисы, чтобы убедить г-на Байрона прийти и поздороваться с ним и с его девушкой после концерта.
После шоу Лорд Байрон приходит к столику Вика и говорит "привет" ему и девушке. Но девушка и рок-звезда уже встречались (в Перу), и она уходит с кумиром, а не с Виком. Когда девушка и Лорд Байрон уезжают на автомобиле, Боуи «ломает четвертую стену» и негодуя спрашивает режиссёра, почему в сценарии поменяли его концепцию.
Боуи довольно удачно поиронизировал в клипе над собой и своей карьерой, — в частности, над собственной историей злоупотребления наркотиками, сложными взаимоотношениями с поклонницами, коммерциализацией музыки («Вы лицемерная, грубая, псевдовосточная старая королева! Ваши конверты от грампластинок лучше, чем Ваши песни!») (англ. «You conniving, randy, bogus-Oriental old queen! Your record sleeves are better than your songs!»). В фильме также присутствуют более добрые самоссылки, такие, например, как песня «Warszawa» из его альбома «Low», играющая за кулисами, чтобы успокоить г-на Байрона, в то время как он наносит свой макияж.
Позже видео появилось, в качестве «пасхального яйца» на DVD «Best of Bowie». В слегка измененном варианте: в клубе, где девушка смотрит видео лорда Байрона, экран первоначально показывал кадры того же самого концерта, на котором позже присутствовали она и Вик. На версии DVD, на экране показываются различные промовидео песни — это тоже само по себе «пасхального яйца», если кликнуть на это промовидео, появится альтернативное видео песни.
Часть фильма, где Кричащий Лорд Байрон исполняет свою песню «Blue Jean» перед зрителями, был использован в качестве стандартного музыкального видеоклипа, и длится чуть более трёх минут. Этот короткий клип представлял собой прямую отредактированную версию «Jazzin' for Blue Jean», и затем появился на видеосборнике Bowie – The Video Collection.
В 1985 году Боуи был удостоен премии «Грэмми» за этот короткометражный фильм. Это была первая «Грэмми» легендарного музыканта.